# Sint-Jozefkapel (Essenbeek)

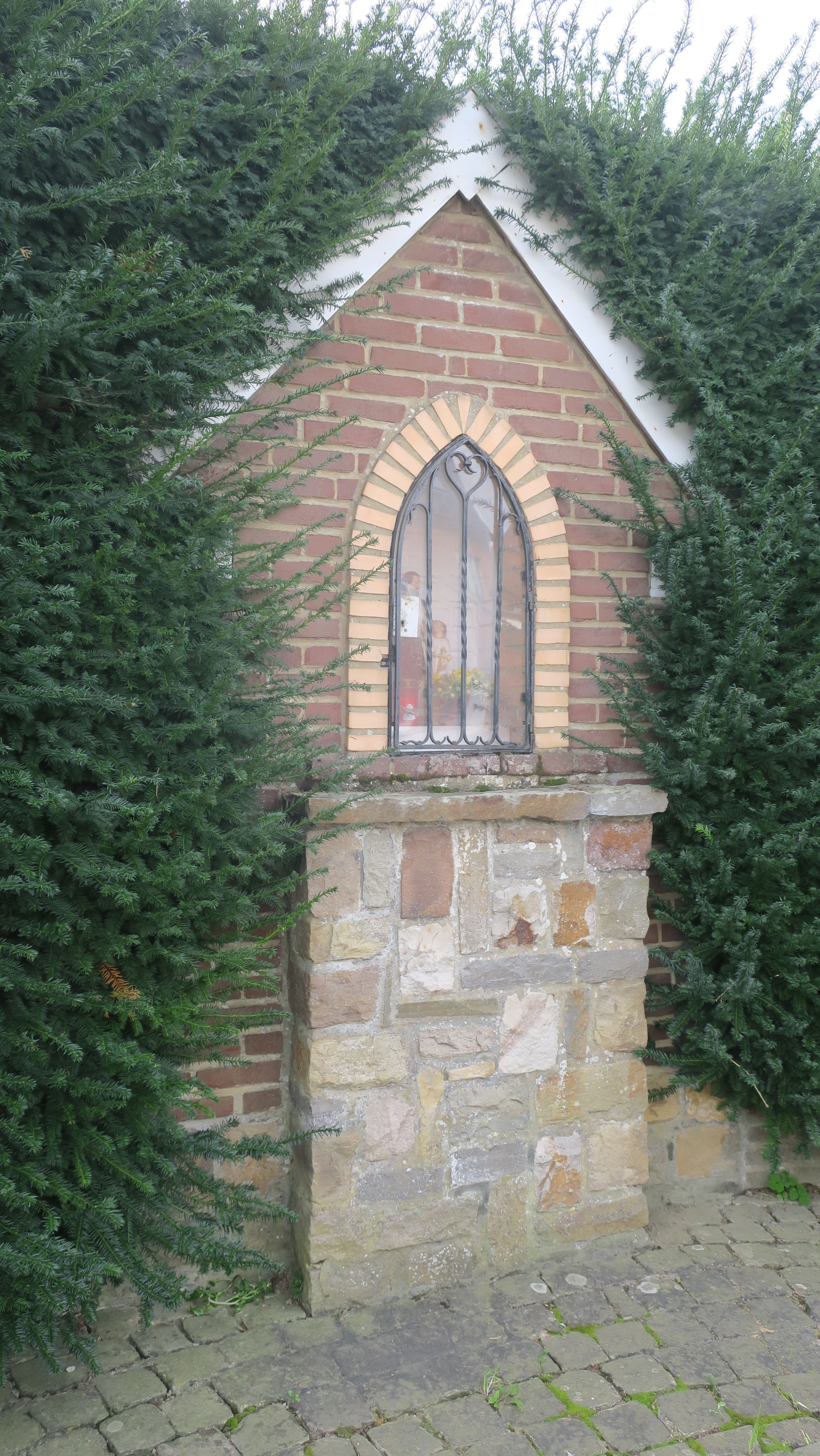

Deze kapel ter ere van Sint-Jozef met kind bevindt zich in Essenbeek, een deelgemeente van Halle. Ze is gelegen aan de hoek van de Isidore Devilléstraat en Kleemstraat.
De kapel werd opgericht in 1954, het Mariajaar.
De bakstenen pijlerkapel is bedekt met een zadeldak. Voor de details zoals de plint werd gekozen voor breuksteen. In de nis staat een beeld van Sint-Jozef. Een hekje sluit de nis af. Rond de kapel is een kapeltuin aangelegd. 